# Rockenbauer Zoltán
Rockenbauer Zoltán (Győr, 1960. január 4. –) magyar etnológus, művészettörténész, politikus, 1990 és 2006 között a Fidesz országgyűlési képviselője, 2000–2002 között a nemzeti kulturális örökség minisztere. Apja Rockenbauer Pál természetjáró, televíziós szerkesztő.

## Felsőfokú tanulmányai
1983-ban könyvtár – magyar nyelv és irodalom szakos tanári diplomát szerzett a nyíregyházi Bessenyei György Tanárképző Főiskolán. Az ELTE Bölcsészettudományi Karán 1991-ben etnográfusként végzett. Ugyanitt szerzett doktori címet művészettörténetből 2008-ban.

### Pályafutása
Pályáját a Fővárosi Művelődési Ház könyvtárosaként kezdte 1983 és 1985 között. 1985-től 1988-ig a Gorkij (később: Idegennyelvű) Könyvtár, 1988 és 1990 között a Néprajzi Múzeum könyvtárosaként dolgozott. 1988. április 30-án a bölcsészkari szervezet alapító tagjaként lépett be a Fiatal Demokraták Szövetségébe. 1990-től 2006-ig a FIDESZ (később Fidesz) országgyűlési képviselője volt. 1999 és 2000 közt a Miniszterelnöki Hivatal politikai államtitkára, majd 2000-től 2002-ig a nemzeti kulturális örökség minisztere. 2006-tól szabadfoglalkozású. 2011. június 1-től az Médiaszolgáltatás-támogató és Vagyonkezelő Alap (MTVA) kulturális főszerkesztője volt, de 2012 decemberében a közmédiában végrehajtott elbocsátások miatt felmondott. 2013 júniusától a Műcsarnok munkatársa.

## Kitüntetései
- A Francia Köztársaság Nemzeti Érdemrendje, lovagkereszt (1999)
- A francia Becsületrend, főtiszti kereszt (2001)
- A Magyar Érdemrend középkeresztje (2022)

## Főbb művei

### Monográfiák és katalógusok
- Ta’aroa – Tahiti mitológia. A primitív népek lírai költészete. Budapest, 1994, Századvég; 2002, Osiris. 300 o. ISBN 9633892414
- Nemzetpolitika '88-'98. (Társszerzők: Lőrincz Csaba, Németh Zsolt, Orbán Viktor). Budapest, 1998, Osiris.
- Kotta és paletta. Művek, művészek, múzsák. Budapest, 2001. Corvina - Európai Utas. 145 o. ISBN 9631351475
- Márffy és múzsái. Budapest, 2003, Ernst Múzeum. 60 o. ISBN 9632106105
- Márffy. Monográfia és életműkatalógus. Budapest/Párizs, 2006, Makláry Artworks. 475 o. ISBN 9632299671
- Márffy. Budapest, 2008, Corvina. (Magyar mesterek). 64 o. ISBN 9789631357790
- A halandó múzsa. Ady özvegye, Babits szerelme, Márffy hitvese. Budapest, 2009, Noran. 413 o. ISBN 9789632830100
- A másik Csinszka. Márffy Ödön múzsája / Other Csinszka. Muse of Ödön Márffy. Debrecen, 2010, Modem. 80 o. ISBN 9789638843951
- Márffy és Csinszka. Márffy Ödön festészete a két világháború között. Balatonfüred: Vaszary Villa, 2010. 120 o. ISBN 9789638909107
- Dialogue de Fauves / Dialoog onder Fauves / Dialog among Fauves. Hungarian Fauvism (1904-1914). Ed. Gergely Barki, Zoltán Rockenbauer. Bruxelles – Milano, Silvana editorale, 2010. 120 o. ISBN 9788836618729
- Matzon Ákos - Relief Budapest, Faur Zsófia Galéria és Könyvkiadó. 2012. 158. o. ISBN 9786155206023
- Die Acht. A Nyolcak. Ungarns Highway in die Moderne. Szerk.: Barki Gergely, Evelyn Benesch, Rockenbauer Zoltán. A tanulmányokat írta: Peter Vergo, Barki Gergely és Rockenbauer Zoltán. Wien, Deutscher Kunstverlag, 2012. 208. o. ISBN 9783422071575
- Barki Gergely, Rockenbauer Zoltán: Die Acht - Der Akt. Budapest, Balassi Institut, 2012. 112. o. ISBN 9789638958341
- Allegro Barbaro, Béla Bartók et la modernité hongroise 1905-1920. Ed. Gergely Barki, Claire Bernardi, Zoltán Rockenbauer. Paris, Édition Hazan – Musée d’Orsay. 2013. ISBN 9782754107129
- Mátrai Erik. Gömb 02.2. Chiesa di San Lio, Velence. Szerkesztette és a bevezető tanulmányt írta: Rockenbauer Zoltán. Budapest, Műcsarnok–Kunsthalle. 2013. ISBN 9789639506671
- Apacs művészet. Adyzmus a festészetben és a kubista Bartók (1900-1919). Budapest, Noran–Libro, 2014. ISBN 9786155274947
- Deske.hu. Szerkesztette: Rockenbauer Zoltán, Váli Dezső, bevezető: Rockenbauer Zoltán, szöveg: Váli Dezső. Budapest, Műcsarnok–Kunsthalle. 2014. ISBN 9789639506756
- 100% kreativitás. 1. Építészeti Nemzeti Szalon. 2014.06.04–09.07.; kurátor Szegő György, szerk. Rockenbauer Zoltán; Műcsarnok, Bp., 2014
- Márffy Ödön; Kossuth–MNG, Bp., 2015 (A magyar festészet mesterei)
- Újraértelmezett hagyomány. Az Itt és most (Képzőművészet. Nemzeti Szalon 2015) kiállítás keretében 2015. június 2-án megrendezett művészettörténeti szimpózium előadásai; szerk. Rockenbauer Zoltán; Műcsarnok, Bp., 2015
- Szervátiusz Jenő, Szervátiusz Tibor. Két szobrász, két nemzedék. 2016. július 27–2016. október 16. / Two sculptors, two generations. 27 July 2016–16 October 2016; kurátor, szerk. Rockenbauer Zoltán; Műcsarnok Nonprofit Kft., Bp., 2016
- Csinszka, a halandó múzsa. Ady özvegye, Babits szerelme, Márffy hitvese; 2. jav., bőv. kiad.; Noran Libro, Bp., 2017

### Kiállítások
- Márffy Ödön és múzsái. Ernst Múzeum, 2003. (koncepció)
- Magyar Vadak Párizstól Nagybányáig (1904–1914). Magyar Nemzeti Galéria, 2006. (a kiállítást előkészítő tudományos munkacsoport tagja)
- A másik Csinszka. Márffy Ödön múzsája. Debrecen, MODEM, 2010. február 25. – május 23. (kurátor)
- Szín, fény, ragyogás Márffy Ödön gyűjteményes kiállítása. Budapest, KOGART ház, 2010. április 1. – augusztus 1. (kurátor)
- Márffy és Csinszka. Márffy Ödön festészete a két világháború között. Balatonfüred, Vaszary Villa: 2010. november 20. – 2011. április 24. (kurátor)
- Dialogue de Fauves. Bruxelles, L’Hôtel de Ville: 2010. december 2. – 2011. március 21. (társkurátor)
- Nyolcak. Cézanne és Matisse bűvöletében. Centenáriumi kiállítás. Pécs, Janus Pannonius Múzeum: 2010. december 10. – 2011. március 27. (társkurátor)
- Nyolcak. Budapest, Szépművészeti Múzeum, 2011. május 17. – szeptember 16. (társkurátor) - virtual kiállítás
- Die Acht. A Nyolcak. Ungarns Highway in die Moderne. Wien, Bank Austria Kunstforum: 2012. szeptember 12. – 2012. december 2. (társkurátor)
- 2012. Bécs, Collegium Hungaricum: Die Acht - Der Akt. 2012. szeptember 27. - december 14.(társkurátor)
- 2013. Párizs, Musée d’Orsay: Allegro Barbaro. Béla Bartók et la modernité hongroise (1905-1920). 2013. október 15. - 2014. január 5. (társkurátor)
- 2014. Budapest, Műcsarnok–Kunsthalle: Váli Dezső: deske.hu. 2014. december 12 – 2015. február 1. (kurátor) - virtual kiállítás